# Departamento de Traiguén
El Departamento de Traiguén es una antigua división territorial de Chile. La cabecera del departamento fue Traiguén. 
Fue creado en 1887, junto con la creación de la Provincia de Malleco que fue creada por el presidente José Manuel Balmaceda. 
En 1893, se crea el departamento de Mariluán, con capital Victoria segregándose el territorio de la 3a Subdelegación Victoria. 
El 30 de diciembre de 1927, con el DFL 8582, se modifican los límites del departamento de Traiguén, que pasa a depender de la nueva Provincia de Cautín, y está compuesto por los siguientes territorios del antiguo departamento de Traiguén, exceptuando la antigua subdelegación 6.a Purén, que pasa a formar parte del nuevo departamento de Angol.
Con el DFL 8583, se fija los límites comunales del departamento de Traiguén. 
Posteriormente se restituye la Provincia de Malleco, y el Departamento de Traiguén vuelve a ser parte integrante de él.

## Límites
El Departamento de Traiguén limitaba:
- al norte con el Departamento de Angol y Departamento de Collipulli.
- al oeste con la Cordillera de Nahuelbuta y el Departamento de Cañete
- al sur con el Departamento de Imperial y Departamento de Temuco, y desde 1907, con el Departamento de Llaima
- Al este con el Cordillera de los Andes, y desde 1893, con el Departamento de Mariluán

Desde 1928 el Departamento de Traiguén limitaba:
- al norte con el Departamento de Angol.
- al oeste con la Cordillera de Nahuelbuta y el Departamento de Arauco
- al sur con el Departamento de Imperial y el Departamento de Lautaro
- Al este con el Departamento de Victoria

## Administración
La Ilustre Municipalidad de Traiguén se encargaba de la administración local del departamento, con sede en Traiguén, en donde se encontraba la Gobernación Departamental. 
Con el Decreto de Creación de Municipalidades del 22 de diciembre de 1891, se crean las siguientes municipalidades con sus sedes y cuyos territorios son las subdelegaciones detalladas a continuación:
| Municipalidad Sede | Subdelegaciones |
| ------------------ | --------------- |
| Traiguén           | 1a, Estación    |
| Traiguén           | 2a, Los Molinos |
| Victoria           | 3a, Victoria    |
| Quillén Perquenco  | 4a, Quillén     |
| Lumaco             | 5a, Lumaco      |
| Lumaco             | 6a, Purén       |

En 1893, se separa la 3a subdelegación Victoria para formar el Departamento de Mariluán
En 1927 con el DFL 8582 se modifica la composición del departamento y con el DFL 8583 se definen las nuevas subdelegaciones y comunas, que entran en vigor el año 1928.

## Subdelegaciones
Las subdelegaciones cuyos límites fueron fijados con el decreto del 1° de septiembre de 1887, son las siguientes:
- 1a Estación
- 2a Los Molinos
- 3a Victoria (hasta 1893)
- 4a Quillén (Perquenco)
- 5a Lumaco
- 6a Purén

## Comunas y Subdelegaciones (1927)
De acuerdo al DFL 8583 del 30 de diciembre de 1927, en el Departamento de Traiguén se crean las comunas y subdelegaciones con los siguientes territorios:
- Traiguén, que comprende las antiguas subdelegaciones 1.a Estación, 2.a Los Molinos, la parte de la antigua subdelegación 4.a Perquenco, que queda comprendida dentro de los límites del departamento, y la parte de la subdelegación 5.a Lumaco, que queda al Sur del río Colpi o Panqueco y al Oriente del río Cholchol.
- Lumaco, que comprende la antigua subdelegación 5.a Lumaco, en la parte que no ha sido asignada a la comuna de Traiguén por el acápite anterior.